# Počinkovskij rajon (Oblast' di Nižnij Novgorod)
Il Počinkovskij rajon (in russo Починковский район?) è un rajon dell'Oblast' di Nižnij Novgorod, nella Russia europea, il cui capoluogo è Počinki. Ricopre una superficie di 1.961 chilometri quadrati.